# Évariste Régis Huc
Évariste Régis Huc, CM sau abatele Huc (n. 1 august 1813, Caylus, Midi-Pyrénées, Franța – d. 26 martie 1860, Paris, Franța) a fost un preot catolic misionar și explorator francez, celebru pentru relatarea călătoriei sale prin China, Tartaria și Tibet, în cartea Souvenirs d'un voyage dans la Tartarie, le Thibet, et la Chine pendant les années 1844, 1845 et 1846. De la călătoriile englezului Thomas Manning în Tibet (1811-1812) niciun european nu mai vizitase Lhasa. Huc a stimulat interesul europenilor pentru studiile Asia Centrală și a pus bazele studiilor asiatice.

## Tinerețea
Huc s-a născut în satul Caylus (departamentul Tarn-et-Garonne) din Franța, la 1 august 1813. La vârsta de 24 de ani a intrat în Congregația Misiunii (cunoscută și ca ordinul vincențienilor) la Paris. La scurt timp după hirotonirea ca preot în 1839, a fost trimis în China. A petrecut optsprezece luni la Seminarul Vincențian din Macao, pregătindu-se pentru activitatea de misionar și învățând limba chineză. El și-a adaptat aspectul personal și îmbrăcămintea potrivit obiceiurilor chinezești. A fost trimis mai întâi la Guangzhou (Canton) și a lucrat la o misiune catolică din provinciile din sud ale Chinei.
S-a mutat apoi la Beijing (Peking), unde a dobândit o mai bună cunoaștere a limbii chineze, și s-a stabilit în cele din urmă pe Valea Apelor Negre sau Heishui, la 480 km nord de Beijing și în interiorul Mongoliei. Acolo, dincolo de Marele Zid Chinezesc, se refugiase o populație mare, dar împrăștiată, de creștini nativi, din cauza persecuțiilor ordonate de împăratul Jiajing (1521-1567) într-o epocă anterioară.

## Tibet

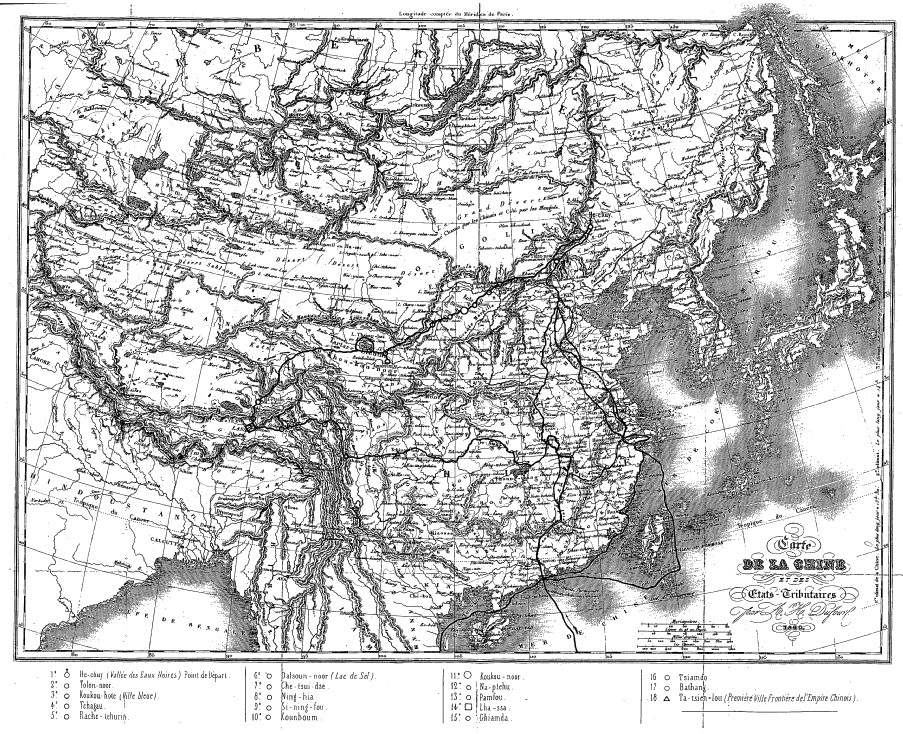
Harta călătoriei spre Tibet și a întoarcerii, din ediția din 1853 a cărții Souvenirs d'un voyage...

Huc s-a dedicat studiului dialectelor și obiceiurilor „tartarilor”, pentru care a tradus mai multe texte religioase. Intenția lui Huc era să călătorească din China la Lhasa și de acolo în India (la fel cum Xuanzang a călătorit prin Tașkent, Samarkand și Taxila mult mai devreme, în secolul al VII-lea). Studiul limbii și a obiceiurilor l-au pregătit pentru călătoria în Tibet în anul 1844, la îndemnul vicarului apostolic al Mongoliei. În septembrie 1844 el a ajuns la Dolon Nor și a făcut aranjamente pentru călătorie. Curând după aceea, însoțit de colegul său vincențian Joseph Gabet și de un tânăr preot mongol care a îmbrățișat creștinismul, el a plecat la drum. Pentru a nu atrage atenția cei trei călători au îmbrăcat haine de lama. După ce au traversat Fluviul Galben au înaintat pe traseul nisipos teribil cunoscut sub numele de Deșertul Ordos. Au suferit cumplit din cauza frigului și a lipsei de apă, dar au reușit să ajungă în provincia Gansu, fiind nevoiți să traverseze din nou Fluviul Galben care ieșise din matcă. La intrarea în Kuen-Kiang-Hien ambii misionari s-au îmbolnăvit grav și au trebuit să întrerupă călătoria pentru a se odihni și a-și reface sănătatea. În ianuarie 1845 au ajuns în orașul Tang-Kiul, aflat la granița cu Tibetul. În loc să efectueze singuri o călătorie de patru luni către Lhasa, au așteptat opt luni o caravană tibetană care urma să vină de la Peking și să se întoarcă în Tibet. Cu ajutorul unui profesor inteligent au studiat în acest timp limba tibetană și literatura budistă. Pe parcursul celor trei luni de ședere au locuit în vechea lamaserie Kunbum, care putea adăposti 4.000 de persoane. La sfârșitul lunii septembrie 1845 s-au alăturat caravanei care cuprindea 2.000 de oameni și 3.700 de animale.
Au traversat deșerturile din Koko Nor (inghai), au trecut și apoi marele lac Koko Nor, pe care se afla o insulă ce adăpostea o lamaserie. Misionarii, împreună cu Évariste, au purtat conversații îndelungate și profunde cu acești lama și au participat la meditații, ceea ce a contribuit la succesul lor în China. Acei lama au binecuvântat călătoria lor. După o călătorie dificilă peste munți acoperiți de zăpadă, ei au intrat în Lhasa pe 29 ianuarie 1846. Bine primiți de ministrul regent, ei au deschis o mica capelă. Abia începuseră să-și organizeze misiunea atunci când Qishan, reprezentantul rezident al împăratului chinez a intervenit. În timpul Primul Război al Opiului (1839-1842) Qishan, pe atunci guvernator al provinciei Zhili, a inițiat negocieri cu căpitanul Charles Elliot, mai întâi la Dagu și apoi la Canton. Acțiunea sa a fost dezaprobată, iar Qishan a fost degradat și condamnat la moarte. Pedeapsa i-a fost comutată, iar Qishai a fost trimis în Tibet ca reprezentant imperial. Bănuind că va avea probleme dacă Huc și Gabet vor ajunge în India, prin Tibet, Qishan i-a expulzat din Lhasa pe Gabet și Huc pe 26 februarie 1846, sub pază. După o anchetă oficială ce a urmărit să descopere motivele pentru care s-au îndreptat spre Tibet, ei au fost trimiși sub pază la Canton, unde au ajuns în octombrie 1846.

## Reflecții politico-filozofice
Abatele Gabet s-a întors în Europa la sfârșitul anului 1846, în compania lui Alexander Johnston, secretar al lui John Francis Davis, ministrul plenipotențiar britanic în China. Davis a raportat superiorilor săi informațiile interesante obținute de la Gabet, evidențiindu-i lordului Palmerston (ministrul de externe al Marii Britanii) importanța strategică a Asiei Centrale.
Huc a rămas la Canton în următorii trei ani, scriind o relatare a călătoriei sale din China și Asia Centrală. Souvenirs d'un voyage dans la Tartarie, le Thibet, et la Chine pendant les années 1844, 1845 et 1846 a apărut la Paris în 1850. Ea a fost curând publicată în engleză, in 1851. O traducere germană a apărut la Leipzig în 1855, urmată de traduceri în limbile neerlandeză, spaniolă, italiană, suedeză, rusă și cehă (Praga, 1887). Ea a fost una dintre cărțile favorite ale celebrului scriitor ceh Jaroslav Hašek. Au fost publicate apoi ediții populare, inclusiv o ediție simplificată și ilustrată pentru elevi. O ediție prescurtată și tradusă în engleză de Julie Bedier a apărut sub titlul High Road in Tartary (1948).
Relatările lui Huc sunt scrise într-un stil lucid, picant și pitoresc, asigurându-le un grad neobișnuit de popularitate. Cu toate acestea, respectul său pentru religia și tradițiile tibetane nu a fost apreciat de reprezentanții Bisericii Catolice: „Fostul abate Huc a subliniat asemănările dintre ceremoniile budiste și romano-catolice cu o astfel de naivitate, încât, spre surprinderea lui, a aflat că  încântătoarele sale Călătorii în Tibet au fost puse la „Index”.”
Souvenirs este o narațiune a unor întâmplări remarcabile petrecute pe perioada călătoriei. Huc a fost suspectat pe nedrept că a căutat să dea un accent senzaționalist călătoriilor sale. Deși observator atent, el nu a fost un geograf practic. Relatările călătoriilor sale nu conțin date științifice precise. Autenticitatea călătoriei lui Huc a fost pusă în discuție de călătorul rus Nikolai Prjevalski, dar susținută de alții. Desigur, Huc și Gabet au scris rapoarte scurte ale călătoriei lor începând din 1847 pentru Annales de la Propagation de la Foi și pentru Annales de la Congrégation de la Mission. Mai recent, scrierile lui Huc au fost criticate pentru prezentarea negativă a unor „fapte” din cauza puternicilor sale opinii creștine și vest-europene. Privite retrospectiv, scrierile sale ar putea fi considerate ca făcând parte din aceeași categorie cu In Cold Blood al lui Truman Capote, un roman de non-ficțiune.
Continuarea, Imperiul Chinez (1854), este un compendiu mult mai cuprinzător de practici religioase, legi, obiceiuri și tradiții administrative și politice din China, urmată de o istorie în mai multe volume a creștinismului în China și Asia Centrală. Huc oferă multe descrieri ale culturii chineze, inclusiv a evoluției creștinismului de-a lungul istoriei Chinei. De asemenea, el prezintă în detaliu cele trei religii tradiționale chineze, taoismul, budismul și confucianismul. În încercarea lui de a răspândit creștinismul el a făcut observații cu privire la statutul femeilor în China. În această perioadă de timp femeile trebuiau să respecte anumite tradiții în plan social. Femeia măritată trebuia să fie o umbră a bărbatului în casă. Această situație de robie socială a determinat multe femei să se convertească la creștinism, ceea ce le-a oferit șansa de a dobândi educație și un statut social superior.
În acel moment toate religiile erau tolerate în China, dar existau trei religii principale. Prima religie era confucianismul, care este cunoscut, de asemenea, ca „doctrina celor educați”. Confucius este considerat patriarhul și reformatorul religiei care a oferit adepților săi o perspectivă pozitivă asupra vieții. Cea de-a doua religie este cunoscută ca taoism sau religia primitivă. Fondată de un contemporan al lui Confucius, Lao-tze, această religie este similară cu confucianismul. Preoții și preotesele depuneau un jurământ de celibat și se ocupau cu practicarea ritualurilor magice, cu astrologia și cu vrăjitoria. Cea de-a treia religie este budismul. Această religie urmează învățăturile lui Buddha și susține eliberarea individului de suferință prin cunoașterea celor patru adevăruri nobile.
Potrivit lui Huc, există un drept chinezesc numit Ta-tsing Luli. El este împărțit în șapte grupe, după cum urmează: legi generale, legi civile, legi fiscale, legi ritualice, legi militare, legi penale și legi referitoare la serviciile publice.
În vremea lui Huc era o prejudecată generală ca Asia și în special China să fie considerate ca un tărâm al despotismului și sclaviei, în timp ce poporul chinez era considerat supus loial autorităților. Cu toate acestea, cu prilejul călătoriei sale pe teritoriul imperiului, el a ajuns la concluzia că religia, obiceiurile și prejudecățile ridicau obstacole insurmontabile în exercitarea liberă a voinței poporului.

## Ultimii ani
Gabet a mers la Rio de Janeiro, unde a murit curând după aceea. Huc a revenit în Europa cu o stare precară de sănătate în anul 1852. În ultimii ani a îndeplinit un rol activ în evenimentele din Cochinchina. El i-a cerut împăratului Napoléon al III-lea să ia măsuri, spunând: „Orientul Îndepărtat va fi în curând teatrul unor mari evenimente. Dacă împăratul vrea, Franța va putea să joace acolo un rol important și glorios”. Napoleon a luat primele măsuri pentru a institui o dominație colonială franceză în Asia de Est. El a lansat o expediție navală în 1858 pentru a pedepsi poporul vietnamez pentru maltratarea misionarilor catolici francezi și a cerut vietnamezilor să cedeze portul Tourane și insula Poulo-Condor, conform prevederilor unui vechi tratat de 1787, care nu a fost niciodată aplicat. Acest conflict a condus în cele din urmă la o invazie în 1861.
Huc a murit la Paris pe 31 martie 1860.

## Lucrări
- Scrisorile și memoriile de călătorie ale lui Huc au apărut în Annales de la propagation de la foi și în Annales de la Congrégation de la Mission, (1847–1850). Ediția completă și adnotată a celor 76 de scrisori ale lui Gabet și a celor 98 de scrisori ale lui Huc a fost volumul Jacqueline Thevenet, Joseph Gabet, Évariste Huc: Lettres de Chine et d'ailleurs, 1835–1860, Paris, Les Indes Savants (2005) ISBN: 2-84654-084-5
- Souvenirs d'un voyage dans la Tartarie, le Thibet, et la Chine pendant les années 1844, 1845 et 1846, 2 vol., Paris, A. LeClère & Co. (1850); ediție nouă (1992); Édition électronique intégrale du livre du Père Huc sur le site de l'Université du Québec à Chicoutimi (in French) Omnibus (2001) ISBN: 81-206-0802-X.
  - traducere în engleză realizată de William Hazlitt, Travels in Tartary, Thibet and China, 1844–1846, 2 vol., Londra, Office of the National Illustrated Library, n. d. (1851), 100 de gravuri pe lemn. ISBN: 0-486-25438-0. Chicago 1898; ediție nouă (1998) ISBN: 81-206-1379-1.
  - traducere autorizată în engleză realizată de dna. Percy Sinnett, A Journey through Tartary, Thibet, and China during the Years 1844, 1845 and 1846, 2 vol., New York, D. Appleton (1852); Londra, Longmans (1859). ISBN: 1-4021-7879-4.
  - traducere în engleză realizată de Charles de Salis, Lamas of the Western Heavens. Rugby (U.K.); The Folio Society (1982). Vol. 2 a Souvenirs d'un voyage..., cu un rezumat al vol. 1 și al cărții L'Empire Chinois. Introducere de John Keay. 46 de gravuri din ediția engleză din 1851. ISBN: 2-7242-1417-X.
- L'Empire Chinois, 2 vol., Paris (1854); The Chinese Empire, forming a sequel to recollections of a journey through Tartary and Thibet. traducere realizată de dna. Percy Sinnett. Londra, Longmans (1855).
- Christianity in China, Tartary and Thibet, 3 vol., London, Longman, etc., (1857—1858). Le Christianisme en Chine, 4 vol., Paris (1857—1858).
- Huc, Evariste Regis (1855). The Chinese Empire: forming a sequel to the work entitled "Recollections of a journey (Vol. 1) Arhivat în 21 iulie 2011, la Wayback Machine. Londra: Longman, Brown, Green,and Longmans. -University of Hong Kong Libraries, Digital Initiatives, China Through Western Eyes
- Huc, Evariste Regis (1855). The Chinese Empire: forming a sequel to the work entitled "Recollections of a journey (Vol.2) Arhivat în 2 octombrie 2011, la Wayback Machine. Londra: Longman, Brown, Green,and Longmans. -University of Hong Kong Libraries, Digital Initiatives, China Through Western Eyes
- Huc, Evariste Regis (1857–58). Christianity in China, Tartary and Thibet (Vol. 1) Arhivat în 20 iunie 2008, la Wayback Machine. Londra: Longman, Brown, Green. -University of Hong Kong Libraries, Digital Initiatives, China Through Western Eyes
- Huc, Evariste Regis (1857–58). Christianity in China, Tartary and Thibet (Vol. 2) Arhivat în 2 octombrie 2011, la Wayback Machine. Londra: Longman, Brown, Green. -University of Hong Kong Libraries, Digital Initiatives, China Through Western Eyes
- Huc, Evariste Regis (1857–58). Christianity in China, Tartary and Thibet (Vol.3) Arhivat în 2 octombrie 2011, la Wayback Machine. Londra: Longman, Brown, Green. -University of Hong Kong Libraries, Digital Initiatives, China Through Western Eyes

## Legături externe
- The missionaries - Martyn, Huc, Livingstone, Selwyn - Once a Week (magazine)
- Lucrări de Évariste Régis Huc la Proiectul Gutenberg